# Заберхан
Заберган (ср.-греч. Ζαβεργάν) — вождь протоболгарского племени кутригуров, живший в 6 веке.
Император Юстиниан I склонил вождя утигуров Сандилха напасть на кутригуров. Разразившаяся война привела к взаимному уничтожению обоих племён. Вмешательство авар на стороне кутригур, привело к завершению конфликта. В 558 году вождь кутригуров Заберхан наконец заключил мир с утигурами, возможно, в результате отставки или смерти Сандила.
Под натиском аваров, либо во время восстания против Византийской империи, зимой 558 года Заберхан возглавил войско кутригуров, которое пересекло замерзший Дунай. Войско разделилось на три части: одна совершила набег на юг до Фермопил, а две другие — на фракийский Херсонес и окрестности Константинополя. В марте 559 года Заберган с войском из 7000 всадников подошёл к Константинополю. Прославленный византийский полководец Велизарий победил его в битве при Мелантии и вынудил отступить. Кутригуры получили богатый выкуп за захваченных пленных и обещание безопасного отхода через владения империи. О дальнейшей жизни Заберхана ничего не известно.